# Aristeidés
Aristeidés nebo latinizovaně Aristides (Ἀριστείδης; asi 530 př. n. l. – asi 468 př. n. l.) byl starověký athénský státník a vojevůdce. Byl přezdívaný Spravedlivý a působil na počátku aténského klasického období. Je připomínán i jako velitel v perských válkách. Starověký historik Hérodotos ho nazval „nejlepším a nejčestnějším mužem v Aténách“ a s podobnou úctou o něm píše i Platón v sókratovských dialozích.

## Životopis
Aristeidés byl synem Lysimacha, členem středně bohaté rodiny. O jeho raném životě se pouze říká, že se stal žákem státníka Kleisthena a přívržencem aristokratické strany v athénské politice. Nejprve se proslavil jako strategos velením svému rodnému kmeni Antiochisů v bitvě u Marathónu, a tak není pochyb o tom, že v důsledku tohoto úspěchu pak byl zvolen jako archón epónymos pro následující rok (489-488). Prosazoval konzervativní politiku zachování Athén jako pozemní mocnosti a byl jedním z hlavních odpůrců námořní politiky navržené Themistoklem.

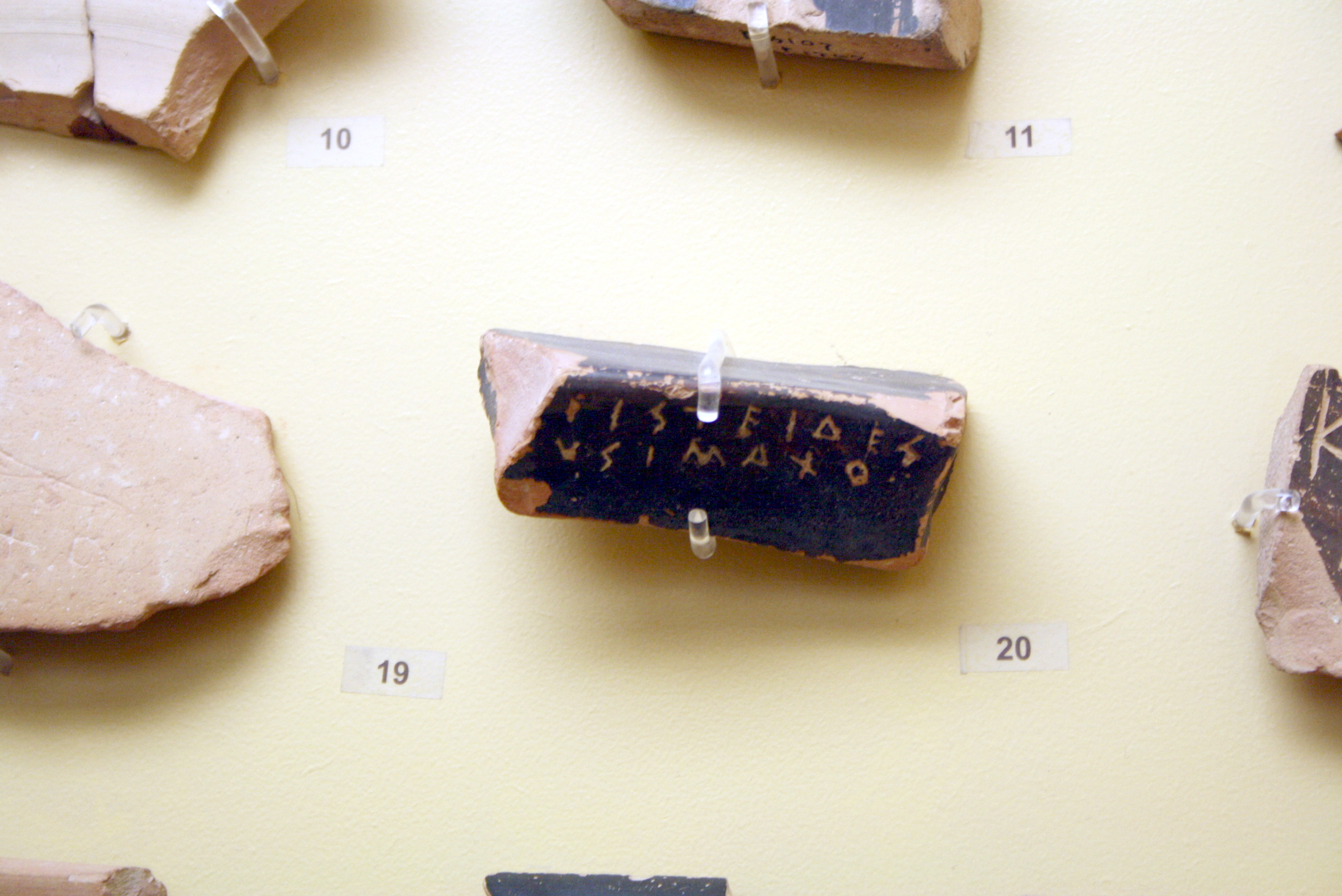
Ostrakon se jménem Aristeidés, vystavený v muzeu na athénské agoře

Konflikt mezi dvěma vůdci skončil ostrakizováním Aristeida někdy mezi roky 485 a 482. Říká se, že při této příležitosti negramotný volič, který neznal Aristeida, přišel ke státníkovi a požádal ho, aby mu napsal jméno Aristeidés na jeho hlasovací střep, aby ho mohl ostrakizovat. Když byl dotázán, zda mu Aristeidés udělal něco špatného, odpověděl "Ne, a já ho ani neznám, ale dráždí mě, když ho slyším všude nazývat 'Spravedlivý'." Aristeidés mu pak napsal své vlastní jméno na střep.
V raných 80. letech Aristeidés využil dekret povolující exulantům návrat na pomoc při obraně Athén proti perské invazi a byl zvolen stratégem na rok 480-479. V bitvě u Salamis loajálně pomohl Themistoklovi a korunoval vítězství vyloděním athénské pěchoty na ostrově Psyttaleia a zničením tamní perské posádky.
V 479 byl znovu zvolen stratégem a dostal zvláštní pravomoci jako velitel athénské armády v bitvě u Platají; prý také potlačil spiknutí některých oligarchických nespokojenců v armádě. Tak získal důvěru jónských spojenců, kteří se odvrátili od spartského admirála Pausania, dali mu vrchní velení a nechal mu naprostou volnost při stanovení příspěvků do nově vzniklé konfederace, Délské ligy. Jeho rozhodnutí bylo všeobecně přijato jako spravedlivé a pokračovalo jako základ zdanění po větší část trvání spolku.
Aristeidés nadále držel dominantní pozici v Athénách. Zřejmě zůstal v dobrém vztahu s Themistoklem, jemuž prý pomohl vyzrát na Sparťany ohledně přestavby athénských hradeb.
Podle některých pramenů zemřel v Aténách, podle jiných během cesty po Černém moři. Datum jeho smrti udává Nepos jako 468; v každém případě se dožil ostrakismu Themistokla, jemuž on sám vždy prokazoval velkorysost, ale zemřel před vzestupem Perikla. Jeho majetek nejspíš vážně utrpěl perskou invazí, protože zjevně nezanechal dost peněz na úhradu nákladů svého pohřbu a je známo, že jeho potomci ještě ve 4. století dostávali státní podporu.

## Prameny
Hérodotos není jediný důvěryhodný pramen o Aristeidově životě. Aristeidés je také předmětem jednoho z Plútarchových Životopisů, jejichž autor, i když psal až během římské říše, měl k dispozici řadu historických zdrojů, které se již nedochovaly, a byl svědomitý učenec, který vážil své informace velmi pečlivě. Aristeida chválí Sókratés v Platónových dialozích Gorgias a Meno jako výjimečný příklad dobrého vedení.
Je třeba poznamenat, že v Platónově dialogu Theaetetus Sókratés zmiňuje Aristeida, vnuka slavného Aristeida, méně pozitivně. Dává ho za příklad studenta, který zanechá studia příliš brzy a později si uvědomí, že je hlupák.